# Jawornik (dopływ Wisły)
Jawornik – potok w Paśmie Czantorii w Beskidzie Śląskim, lewobrzeżny dopływ Wisły. Długość ok. 4,8 km.
Płynie w całości na terenie miasta Wisły. Źródła na wysokości 780–815 m n.p.m., na północno-wschodnich stokach Soszowa Wielkiego. Spływa w kierunku północnym, a następnie północno-wschodnim i uchodzi do Wisły na wysokości 410 m n.p.m., u stóp góry Czajka. W dolinie Jawornika rozłożone są zabudowania jednej z dzielnic miasta Wisły – Jawornika.
Nazwa pochodzi od licznie tu ongiś rosnących jaworów. Łąka "w Jaworniku" zanotowana została w dokumentach Księstwa Cieszyńskiego już w 1788 r., natomiast potok Jawornik (niem. Bach Jawornik) pojawił się po raz pierwszy na mapach katastralnych gmin Śląska Cieszyńskiego z 1836 r.
Doliną Jawornika biegnie niebiesko  znakowany szlak turystyczny z Wisły Uzdrowiska do schroniska pod Wielkim Soszowem, a w jej górnej części zaczynają się czarne  znaki szlaku turystycznego na przełęcz Beskidek.